# Заслуженный государственный служащий Азербайджана
«Заслуженный государственный служащий Азербайджана» (азерб. Azərbaycan Respublikasının əməkdar dövlət qulluqçusu) — почетное звание Азербайджанской Республики, присваиваемое государственным служащим, работающим в органах исполнительной власти, аппаратах органов законодательной и судебной власти, за особые заслуги в государственной службе при работе в данных органах и аппаратах не менее десяти лет.

## Присвоение
Президент Азербайджанской Республики присваивает почетное звание по личной инициативе, а также по предложению Национального Собрания и Кабинета Министров.
Почетное звание присваивается только гражданам Азербайджанской Республики. Согласно указу почетное звание «Заслуженный деятель искусств» не может быть присвоено одному и тому же лицу повторно.
Удостоенное почетного звания лицо может быть лишено почетного звания в случае:
1. осуждении за тяжкое преступление;
2. совершения проступка, запятнавшего почетное звание.

## Указ об учреждении
Почетное звание «Заслуженный государственный служащий Азербайджана» было учреждено указом Президента Азербайджанской Республики от 22 мая 1998 года наряду с некоторыми другими званиями.

## Описание
Лица, удостоенные почетного звания «Заслуженный государственный служащий Азербайджана» Азербайджанской Республики также получают удостоверение и нагрудный знак почетного звания Азербайджанской Республики. Нагрудной знак почетного звания носится на правой стороне груди.

## Заслуженные государственные служащие
*Список не отражает всех людей, обладающих званием «Заслуженный государственный служащий Азербайджана»
- Сулейман Аббас оглу Исмайлов[3]
- Рагим Мамед оглу Мамедов[4]